# María Prado
María Prado (née en 1949 à Chihuahua, au Mexique) est une actrice mexicaine de cinéma et de télévision avec plus de  40 ans de carrière artistique.

## Biographie
Née au Chihuahua, elle a toujours désiré être artiste. Dès l'enfance, elle s'est fait remarquer par sa voix. À 14 ans elle est allée à Mexico prendre des cours de théâtre. Elle est une des artistes les plus prolifiques de télévision, elle a joué dans plus de 40 telenovelas. Entre autres, elle a joué dans Mañana es primavera, Alcanzar una estrella II, María la del barrio, Alguna vez tendremos alas, El diario de Daniela, La otra, Amarte es mi pecado, Heridas de amor et Mañana es para siempre. Elle a interprété tout type de rôles, depuis les protagonistes en passant par les mères en souffrance, les ivrognes, les servantes jusqu'aux antagonistes. Au cinéma, elle a joué dans des films comme Renuncia por motivos de salud, El esperado amor desesperado et Reclusorio.
Elle s'est marié avec l'acteur Francisco "Pancho" Müller qui est décédé en 1989. Ils ont eu ensemble deux enfants : Francisco et Drina.

## Filmographie

### Telenovelas
- 1983 : Mañana es primavera : Trini
- 1984 : La traición : María
- 1986 : Muchachita : Nicolasa
- 1987 : Tiempo de amar : Violeta
- 1988 : Dulce desafío : Julia Pacheco
- 1989 : Balada por un amor : Fulgencia
- 1990 : Alcanzar una estrella
- 1991 : Alcanzar una estrella II : Clara Puente
- 1991 : Muchachitas : Rosa Rivas
- 1993 : Sueño de amor : María
- 1995 : María la del barrio : Rosenda
- 1996 : Marisol : Doña Chancla
- 1996 : Bendita mentira : Ruperta
- 1997 :Alguna vez tendremos alas : Matilda
- 1998 : Rencor apasionado : Malvis Del Río
- 1998-1999 : El diario de Daniela : Doña Emma
- 1999 : Infierno en el paraíso : Doña Mary
- 1999-2000 : Tres mujeres : Meche
- 2000 : El precio de tu amor : Doña Licha
- 2001 : La intrusa : Zenaida
- 2001-2002 : Salomé : Nina
- 2002 : La otra : Martina Rubio
- 2002 : Las vías del amor : Azalia Sánchez
- 2004 : Amarte es mi pecado : Cholé Ocampo
- 2005 : Sueños y caramelos : Lucha
- 2006 : Heridas de amor : Tomasa Aguirre
- 2007 : Destilando amor : Doña Josefina "Jose" Chávez
- 2008 - 2009 : Mañana es para siempre : Dominga Ojeda
- 2009 : Mi pecado : Rita López
- 2010 : Soy tu dueña : Griselda
- 2011 : La Force du destin (La fuerza del destino) : Gloria
- 2012 : Amores verdaderos : Jovita
- 2013 : Mentir para vivir : Elvira
- 2014 : Hasta el fin del mundo : Miguelina Ávila[2]

### Séries télévisées
- 1979 : Mi Secretaria
- 1984 : Las travesuras de Paquita
- 1988 : Mujer, casos de la vida real : María (épisode "Dos amores") (14 autres épisodes dans la période 1990-2006)
- 2002 : La familia P. Luche : Azalia (épisode "La sirvienta")
- 2004 : La jaula : Professeur de golf
- 2008 : Vecinos : Katita
- 2009 : Adictos
- Heridas Del Alma -Cutting : Eduviges
- La rosa de Guadalupe

### Films
- 1991 : La rata
- 1991 : Maverick... Lluvia de sangre
- 1991 : Las andanzas de Agapito
- 1991 : Jóvenes perversos
- 1992 : Don Herculano anda suelto
- 1992 : Los panaderos
- 1992 : Traficantes de niños
- 1992 : Al caer la noche
- 1995 : Los cargadores
- 1996 : Trébol negro
- 1997 : Reclusorio : femme dans la rue